# فرودگاه بین‌المللی لوآنگ پرابانگ
فرودگاه بین‌المللی لوآنگ پرابانگ (به انگلیسی: Luang Prabang International Airport) یک فرودگاه همگانی با کد یاتا LPQ است که یک باند فرود آسفالت دارد و طول باند آن ۲۲۰۰ متر است. این فرودگاه در کشور لائوس قرار دارد و در ارتفاع ۲۹۱ متری از سطح دریا واقع شده است.

## شرکت‌های هواپیمایی و مقصدهای پروازی

### مسافری
| شرکت‌های هواپیمایی                          | مقصدهای پروازی |
| ------------------------------------------ | --- |
| ایرآسیا                                    | کوالالامپور |
| هواپیمایی شرقی چین                         | کونمینگ چانگشوی |
| بانکوک ایرویز                              | سووارنابومی |
| هاینان ایرلاینز                            | هایکو میلان |
| Lao Airlines                               | سووارنابومی، چیانگ مای، چنگدو شوانگلیو، نوا به، پاکسه، سیم ریپ، چانگی سنگاپور (برقراری مجدد از ۲۹ اکتبر ۲۰۱۷)، واتایی، شیشوانگبانا گاسا |
| Lao Skyway                                 | واتایی |
| سیلک‌ایر                                    | چانگی سنگاپور |
| تای ایرآسیا                                | دن موئنگ |
| تای ایرویز اینترنشنال اجرا توسط Thai Smile | سووارنابومی (آغاز از ۱ اکتبر ۲۰۱۷) |
| ویتنام ایرلاینز                            | نوا به، سیم ریپ |